# 西王庄镇
西王镇是中国河北省衡水市冀州市下辖的一个镇。

## 行政区划
西王镇下辖西吕津村、西王庄村、西罗口村、东罗口村、北贾村、南贾村、逍遥村、桥北店村、杜家庄村、高田庄村、五分村、水泊张村、吉会台村、南枣园村、北枣园村、南张庄村、巨先庄村、前韩庄村、柏芽庄村、北张庄村、清官庄村、高庄村、耿家庄村、东吕津村、埝口村。